# Мохорой
Мохорой — пресное озеро в Якутии, на востоке Усть-Янского района, по восточному берегу проходит административная граница с Аллаиховским районом. Расположено в термокарстовой котловине к юго-западу от Хромской губы на высоте 7 м над уровнем моря. Озеро Мохорой лежит к северу от полярного круга, в центре Яно-Индигирской низменности.
В западной части из озера вытекает река Сюрюктях, приток Сыалаха. На востоке впадает протока Мохорой-Сяне.
Озеро имеет овальную форму. Берега низкие, местами заболоченные, поросшие тундровой растительностью. Береговая линия слабо изрезана. Острова отсутствуют. Площадь озера составляет 19,8 км², площадь водосборного бассейна — 256 км². Длина озера около 7,3 км, максимальная ширина в южной части достигает 3,8 км.
Ближайший населенный пункт, село Тумат, находится примерно в 127 км к юго-западу.